# Saint-Étienne-les-Orgues (tổng)
Tổng Saint-Étienne-les-Orgues là một tổng ở tỉnh Alpes-de-Haute-Provence trong vùng Provence-Alpes-Côte d'Azur.
Tổng này được tổ chức xung quanh Saint-Étienne-les-Orgues ở quận Forcalquier. Độ cao từ 460 m (Mallefougasse-Augès) à 1 825 m (Saint-Étienne-les-Orgues) với độ cao trung bình là 679 m.

## Hành chính
| Giai đoạn | Ủy viên      | Đảng | Tư cách          |
| --------- | ------------ | ---- | ---------------- |
| 2008-2014 | Félix Moroso | PS   | Thị trưởng Cruis |
| 2001-2008 | Félix Moroso | DVG  | Thị trưởng Cruis |

## Các đơn vị hành chính
Tổng Saint-Étienne-les-Orgues gồm 8 xã với dân số 2 294 người (điều tra năm 1999, dân số không tính trùng)
| Xã                       | Dân số | Mã bưu chính | Mã insee |
| ------------------------ | ------ | ------------ | -------- |
| Cruis                    | 551    | 04230        | 04065    |
| Fontienne                | 116    | 04230        | 04087    |
| Lardiers                 | 124    | 04230        | 04101    |
| Mallefougasse-Augès      | 136    | 04230        | 04109    |
| Montlaux                 | 132    | 04230        | 04130    |
| Ongles                   | 278    | 04230        | 04141    |
| Revest-Saint-Martin      | 84     | 04230        | 04164    |
| Saint-Étienne-les-Orgues | 873    | 04230        | 04178    |

## Thông tin nhân khẩu
| 1962                                                     | 1968  | 1975  | 1982  | 1990  | 1999  |
| -------------------------------------------------------- | ----- | ----- | ----- | ----- | ----- |
| 1 113                                                    | 1 231 | 1 271 | 1 536 | 2 202 | 2 294 |
| Nombre retenu à partir de 1962 : dân số không tính trùng |       |       |       |       |       |